# Иодид иридия(IV)
Иодид иридия(IV) — неорганическое соединение, 
соль металла иридия и иодистоводородной кислоты с формулой IrI4,
чёрные кристаллы,
не растворяется в воде.

## Получение
- Кипячение раствора гексахлороиридата(IV) аммония с иодидом калия

{\displaystyle {\mathsf {(NH_{4})_{2}[IrCl_{6}]+4KI\ {\xrightarrow {100^{o}C}}\ IrI_{4}+2NH_{4}Cl+4KCl}}}

## Физические свойства
Иодид иридия(IV) образует чёрные кристаллы,
не растворяется в воде,
растворяется в этаноле.

## Химические свойства
- Разлагается при нагревании:

{\displaystyle {\mathsf {IrI_{4}\ {\xrightarrow {100^{o}C}}\ Ir+2I_{2}}}}